# Brandstichting

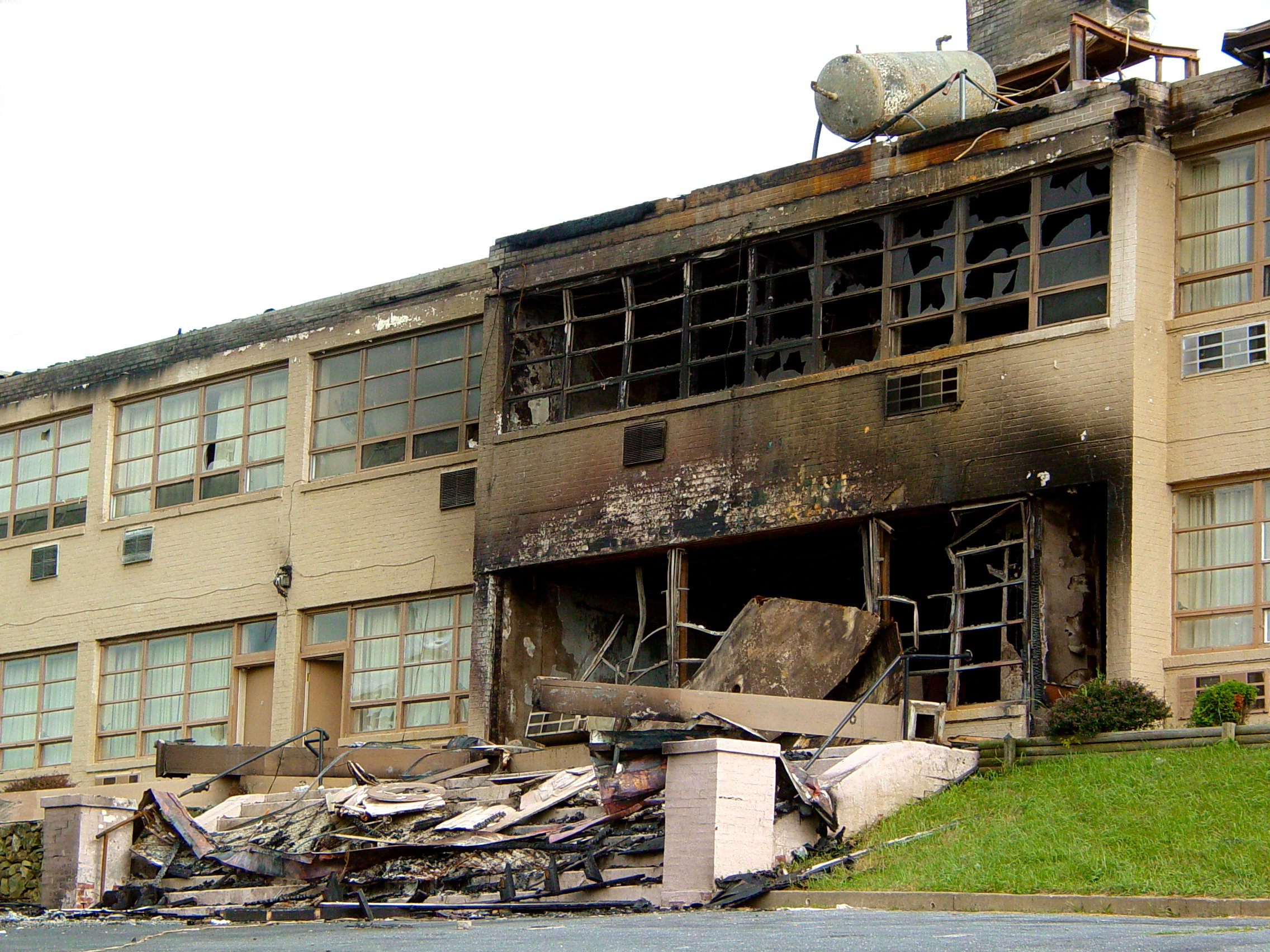
Hotel in de Verenigde Staten na brandstichting

Brandstichting is het opzettelijk veroorzaken van een brand.

## Motieven voor brandstichting
Brandstichting kan verschillende redenen hebben. Iemand kan bijvoorbeeld verzekeringspenningen willen opstrijken, of de gevolgen van een misdrijf willen camoufleren. Het kan ook om moord door middel van brandstichting gaan. Zelfmoord door middel van brandstichting is zeldzaam: verbranding is een zeer pijnlijke en wrede dood. Groepsgedrag bij voornamelijk jongeren (stoer willen doen en ook het gebruik van alcohol en drugs, voornamelijk alcohol) zijn vaak oorzaken van brand. Men ziet de gevolgen niet goed meer en wil baldadig zijn wat kan leiden tot gevaarlijke toestanden.
Ook kan brandstichting een uiting zijn van een ziekelijke fascinatie voor vuur en verbranding, we spreken dan van pyromanie. Pyromanie kan verscheidene oorzaken hebben. Vaak ligt er een trauma aan ten grondslag. Veel pyromanen hebben in een carrière bij de brandweer na traumatische gebeurtenissen een fascinatie voor vuur gekregen. Bij anderen is het een traumatische of neurotische vorm van aandacht vragen. Het idee uit het begin van de 20e eeuw dat pyromanie een seksuele oorzaak had en verband hield met bedplassen, is reeds lang achterhaald.
Het uit racistische of politieke redenen in brand steken van kerken, moskeeën en synagogen of andere gebouwen is eveneens een vorm van brandstichting. De motieven zijn hier vaak haat, religieus extremisme, een "daad stellen", en/of het kenbaar willen maken van een standpunt. De bekendste brandstichter in deze categorie (en misschien wel de bekendste ooit) was Marinus van der Lubbe, die op 27 februari 1933 de Rijksdag in brand stak, waarschijnlijk om een daad te stellen tegen het pas geïnstalleerde naziregime. Of van der Lubbe echter werkelijk de brandstichter was wordt betwijfeld, waarschijnlijk waren het de nazi's zelf die Marinus als zondebok en middel gebruikten om de communistische partij wettelijk te kunnen uitschakelen.

## Methoden van brandstichting
Brandstichting geschiedt door verschillende constructies. Dit is vaak sterk afhankelijk van de situatie en de modus operandi van de dader. Brandstichting kan in een opwelling geschieden, maar er kunnen ook maanden van planning en voorbereiding aan voorafgaan. Een verzekeringsfraudeur wil dat het op een normale brand lijkt, maar veel politieke brandstichters willen juist dat men weet dat de brand is aangestoken. Sommige pyromanen willen zelfs graag betrapt worden.
Wanneer slecht brandbare zaken, zoals autobanden, afbranden, moet men al snel aan brandstichting denken. Dit geldt ook voor situaties waarin het uitbreken van brand zeer onwaarschijnlijk was en er geen duidelijke oorzaak aan te wijzen is. Vaak worden ook brandstoffen als gas, alcohol en (was)benzine gebruikt als aanmaakmiddelen, maar hiervan zijn zelfs na de brand kleine niet verbrande hoeveelheden aan te tonen. De nadelen van dergelijke methoden zijn het grote risico ontdekt te worden en het nog grotere risico voor de dader dat hij het slachtoffer wordt van zijn eigen misdrijf.
De meeste brandstichters gaan echter subtieler te werk. Vaak worden "ongelukken" die vaak tot brand leiden nagebootst: de sigaret in het wasgoed, of op de papieren, het strijkijzer dat doorbrandt op het wasgoed of de omgevallen halogeenlamp op de bank. Meestal leiden deze constructies echter niet tot brand, zodat de dader het vuur "helpt" met kleine hoeveelheden aanmaakbrandstof. Die brandstof is echter ook aan te tonen, waardoor brandstichting toch ontdekt wordt. Ook geliefd zijn bepaalde constructies die na verloop van tijd pas tot brand leiden. Dit geeft de dader de tijd om weg te komen. Een voorbeeld is het plaatsen van een kaars in een bak met terpentijn en deze aansteken. In de bak ligt een met terpentijn doordrenkte lap, die half op een tafel ligt waar "toevallig" ook brandbare stoffen liggen. Meestal blijven ook van deze constructies resten achter, waarmee de brandstichting kan worden aangetoond. In dergelijke brandstichtingszaken zijn het verbergen van een misdrijf, moord of verzekeringsfraude vaak de motieven.
Politieke en religieuze brandstichtingen gebeuren vaak op een haastige, weinig doordachte manier. Brandend afval of Molotovcocktails (een fles brandbaar materiaal met een prop textiel als lont erin) worden hiervoor vaak gebruikt. Meestal gaat het vuur in een dergelijk geval voortijdig uit, maar met name houten gebouwen branden nog weleens af.

## Juridische kwalificatie van brandstichting

### België
In België wordt brandstichting strafbaar gesteld in het Strafwetboek in artikel 510-520.

### Nederland
| Nederlandse Wet           | Nederlandse Wet | Nederlandse Wet |
| ------------------------- | --------------- | --- |
| Wet(boek): Strafrecht     | Artikel: 157    | Omschrijving: Hij die opzettelijk brand sticht, een ontploffing teweegbrengt of een overstroming veroorzaakt, wordt gestraft: 1. met gevangenisstraf van ten hoogste twaalf jaren of geldboete van de vijfde categorie, indien daarvan gemeen gevaar voor goederen te duchten is; 2. met gevangenisstraf van ten hoogste vijftien jaren of geldboete van de vijfde categorie, indien daarvan levensgevaar of gevaar voor zwaar lichamelijk letsel voor een ander te duchten is; 3. met levenslange gevangenisstraf of tijdelijke van ten hoogste dertig jaren of geldboete van de vijfde categorie, indien daarvan levensgevaar voor een ander te duchten is en het feit iemands dood ten gevolge heeft. |
| Wet(boek): Strafrecht BES | Artikel: 163    | Omschrijving: Hij die opzettelijk brand sticht, eene ontploffing teweegbrengt of eene overstrooming veroorzaakt, wordt gestraft: 1°. met gevangenisstraf van ten hoogste twaalf jaren, indien daarvan gemeen gevaar voor goederen te duchten is; 2°. met gevangenisstraf van ten hoogste vijftien jaren, indien daarvan levensgevaar voor een ander te duchten is; 3°. met levenslange gevangenisstraf of tijdelijke van ten hoogste twintig jaren, indien daarvan levensgevaar voor een ander te duchten is en het feit iemands dood ten gevolge heeft. |